# Шуптар Василь Іванович
Васи́ль Іва́нович Шуптар (нар. 27 січня 1991) — український борець вільного стилю, призер чемпіонатів світу та Європи.

## З життєпису
2011 року закінчив Львівське державне училище фізичної культури. Станом на 2015 рік — студент Уманського державного педагогічного університету імені Павла Тичини, факультет фізичного виховання.

## Спортивні результати на міжнародних змаганнях

### Виступи на Чемпіонатах світу
| Змагання                        | Збірна  | Вагова категорія          | Місце  |
| ------------------------------- | ------- | ------------------------- | ------ |
| Чемпіонат світу з боротьби 2014 | Україна | вільна боротьба, до 61 кг | 21     |
| Чемпіонат світу з боротьби 2015 | Україна | вільна боротьба, до 61 кг | Бронза |
| Чемпіонат світу з боротьби 2016 | Україна | вільна боротьба, до 61 кг | 18     |
| Чемпіонат світу з боротьби 2018 | Україна | вільна боротьба, до 65 кг | 16     |

### Виступи на Чемпіонатах Європи
| Змагання                         | Збірна  | Вагова категорія          | Місце  |
| -------------------------------- | ------- | ------------------------- | ------ |
| Чемпіонат Європи з боротьби 2014 | Україна | вільна боротьба, до 61 кг | Бронза |
| Чемпіонат Європи з боротьби 2019 | Україна | вільна боротьба, до 65 кг | Бронза |

### Виступи на Європейських іграх
| Змагання              | Збірна  | Вагова категорія          | Місце  |
| --------------------- | ------- | ------------------------- | ------ |
| Європейські ігри 2015 | Україна | вільна боротьба, до 61 кг | Бронза |

### Виступи на Універсіадах
| Змагання               | Збірна  | Вагова категорія          | Місце  |
| ---------------------- | ------- | ------------------------- | ------ |
| Літня Універсіада 2013 | Україна | вільна боротьба, до 60 кг | Бронза |

### Виступи на інших змаганнях
| Змагання                                                       | Збірна  | Вагова категорія          | Місце  |
| -------------------------------------------------------------- | ------- | ------------------------- | ------ |
| Турнір Олександра Медведя 2011                                 | Україна | вільна боротьба, до 60 кг | Бронза |
| Київський Міжнародний турнір з боротьби 2012                   | Україна | вільна боротьба, до 60 кг | 21     |
| Золотий Гран-прі з боротьби 2012 (Баку)                        | Україна | вільна боротьба, до 60 кг | 10     |
| Чемпіонат світу з боротьби серед студентів 2012                | Україна | вільна боротьба, до 60 кг | Золото |
| Київський Міжнародний турнір з боротьби 2013                   | Україна | вільна боротьба, до 60 кг | 7      |
| Турнір Степана Саргісяна 2013                                  | Україна | вільна боротьба, до 60 кг | 5      |
| Вогні Москви 2013                                              | Україна | вільна боротьба, до 60 кг | Бронза |
| Гран-прі «Іван Яригін» 2014                                    | Україна | вільна боротьба, до 61 кг | 8      |
| Турнір Олександра Медведя 2014                                 | Україна | вільна боротьба, до 61 кг | 9      |
| Золотий Гран-прі з боротьби 2014 (Баку)                        | Україна | вільна боротьба, до 61 кг | Бронза |
| Кубок Тахті 2015                                               | Україна | вільна боротьба, до 61 кг | 10     |
| Турнір Олександра Медведя 2015                                 | Україна | вільна боротьба, до 61 кг | 5      |
| Всесвітні ігри військовослужбовців 2015                        | Україна | вільна боротьба, до 65 кг | 5      |
| Золотий Гран-прі з боротьби 2015                               | Україна | вільна боротьба, до 61 кг | 9      |
| Київський Міжнародний турнір з боротьби 2016                   | Україна | вільна боротьба, до 57 кг | Золото |
| Олімпійський кваліфікаційний турнір з боротьби 2016 (Зренянин) | Україна | вільна боротьба, до 57 кг | 10     |
| Олімпійський кваліфікаційний турнір з боротьби 2016 (Стамбул)  | Україна | вільна боротьба, до 57 кг | 8      |
| Чемпіонат світу з боротьби серед військовослужбовців 2016      | Україна | вільна боротьба, до 61 кг | Срібло |
| Кубок Європейських націй з боротьби 2016                       | Україна | команда                   | Бронза |
| Клубний чемпіонат світу з боротьби 2016                        | Україна | команда                   | Бронза |
| Київський Міжнародний турнір з боротьби 2017                   | Україна | вільна боротьба, до 61 кг | Срібло |
| Кубок Тахті 2018                                               | Україна | вільна боротьба, до 65 кг | Бронза |
| Київський Міжнародний турнір з боротьби 2018                   | Україна | вільна боротьба, до 65 кг | 20     |
| Турнір Дана Колова — Николи Петрова 2018                       | Україна | вільна боротьба, до 65 кг | Срібло |
| Турнір Г. Картозія і В. Балавадзе 2018                         | Україна | вільна боротьба, до 65 кг | 19     |
| Турнір Олександра Медведя 2018                                 | Україна | вільна боротьба, до 65 кг | Золото |
| Турнір Дана Колова — Николи Петрова 2019                       | Україна | вільна боротьба, до 65 кг | 15     |
| Київський Міжнародний турнір з боротьби 2019                   | Україна | вільна боротьба, до 65 кг | 15     |
| Меморіал Вацлава Циолковського 2019                            | Україна | вільна боротьба, до 65 кг | 5      |
| Всесвітні ігри військовослужбовців 2019                        | Україна | вільна боротьба, до 65 кг | Срібло |
| Турнір Маттео Пелліцоне 2020                                   | Україна | вільна боротьба, до 65 кг | 5      |

### Виступи на змаганнях молодших вікових груп
| Змагання                                       | Збірна  | Вагова категорія          | Місце |
| ---------------------------------------------- | ------- | ------------------------- | ----- |
| Чемпіонат Європи з боротьби серед юніорів 2009 | Україна | вільна боротьба, до 60 кг | 8     |
| Чемпіонат Європи з боротьби серед юніорів 2010 | Україна | вільна боротьба, до 60 кг | 8     |
| Чемпіонат світу з боротьби серед юніорів 2011  | Україна | вільна боротьба, до 60 кг | 18    |